# Isothrix pagurus
Isothrix pagurus (звичайний пухнастохвостий щур) — вид гризунів родини щетинцевих, що мешкає в басейні Амазонки в Центральній Бразилії.